# Mister Nokaout
Pour plus de détails, voir Fiche technique et Distribution.
Mister Knock Out (Мистер Нокаут) est un film russe réalisé par Artiom Mikhalkov, sorti en 2022,,.

## Fiche technique
- Photographie : Youri Nikogossov
- Musique : Ivan Bourliaïev, Constantin Kouprianov, Dmitri Noskov
- Décors : Sergueï Tyrine, Tatiana Zintchenko, Goulnara Chakhmilova[réf. nécessaire]

## Distribution
- Sergueï   Bezroukov :
- Oleg Tchougounov :
- Evguenia Dmitrieva :
- Victor Khoriniak :
- Irina Romacheva :
- Andreï Sergueïev :
- Angelina Strechina :
- Inga Strelkova-Oboldina :
- Andreï Titchenko :
- Viktor Verjbitski :